# Atsushi Nakajima (personagem)
Atsushi Nakajima (中島 敦) é um protagonista da série mangá Bungo Stray Dogs, do mangaká Kafka Asagiri e ilustrado por Sango Harukawa. Ele é um jovem de 18 anos que após ser expulso de seu orfanato, conhece Osamu Dazai e entra para a Agência de Detetives Armados. Ele possui um poder chamado "Besta Sob o Luar", que permite que ele se transforme em um grande tigre branco, possibilitado a ele as habilidades de incrível força, velocidade, durabilidade e capacidades regenerativas. Em japonês, o personagem foi dublado por Yūto Uemura. [carece de fontes?]
Atsushi tinha uma baixa auto-estima, por causa de seu passado, e agia de maneira depressiva, porém, após se juntar a agência, ele começa a ser uma pessoa bem carismática, na maioria da vezes, é amigável com seus companheiros. Em situações difíceis que exige da sua ajuda, ele começa a desacreditar de si mesmo, achando que não é capaz.

## História

### Entrada para Agência de Detetives Armados[1]

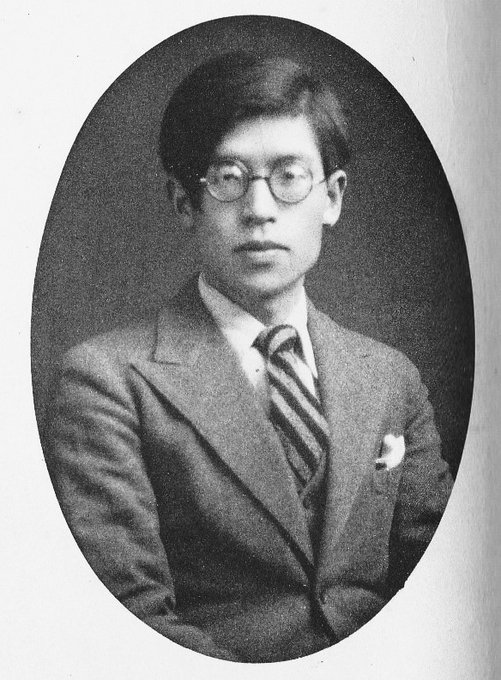
O escritor Atsushi Nakajima foi a inspiração por trás do personagem de Bungo Stray Dogs.

Atsushi quando criança era um órfão e cresceu em um orfanato, não se sabe sobre seu pai ou sua mãe. Nesse orfanato ele sofria abusos, tanto fisicamente quanto verbalmente. O dono desse orfanato já tentou matá-lo duas vezes, porém, ambas falharam. 
Quando Atsushi completou seus 18 anos, foi expulso do orfanato, sendo obrigado a morar nas ruas. Dias depois, ele começou a notar que estava sendo perseguido pelo Tigre do orfanato. Em um dia na beira de um rio, Atsushi acaba salvando a vida de um homem que estava prestes a se suicidar, esse tal homem diz se chamar Dazai, que é nada mais nada menos que um rapaz suicida. 
Atsushi após conhecer esse homem, no mesmo dia descobre que ele também tem uma habilidade sobrenatural. O garoto é capaz de se transformar em um assustador Tigre Branco. Atsushi percebeu que ele era o tigre que assustou os moradores do orfanato. 
Ao saber disso, ele fica desesperado. Então Dazai o contrata para ser um membro da Agência, lá eles ajudariam Atsushi a controlar seu Tigre, a única opção era aceitar o contrato. Pois haviam colocado o Tigre de Atsushi no mercado negro e uma hora ou outra ele acabaria sendo perseguido ou até mesmo, morto, pela "Máfia do Porto" que é uma organização muito perigosa. Cap. 1
Dazai leva Atsushi para uma casa espaçosa e encontra à Dazai em uma lixeira, e juntos vão a Agência, onde um homem-bomba ameaça matar uma mulher. Depois de muita tensão, Atsushi descobre que tudo era um teste para ele entrar na agênciaCap. 2. Logo depois, Tanizaki (o que fez o homem-bomba)pede desculpas para Atsushi, e depois os dois e mais Naomi foram para uma missão. Porém, descobrem que tudo se passava de uma armadilha e Atsushi luta com Ichiyō Higuchi e Akutagawa. No meio da batalha, Dazai chega e salva a vida do homem tigre.  Cap. 3,4

### Trabalho na Agência de Detetives Armados[2][3][4]
Atsushi acorda na enfermaria da agência junto de , e atsushi decide deixar a agência. Enquanto isso, Ichiyō Higuchi manda o grupo lagarto Negro para liquidar os detetives da agência. Mas o ataque não dá certoCap. 5. Depois disso, o maior detetive da agência, Ranpo, leva Atsushi para vê-lo atuar em uma missão, que é um assassinato. Ranpo deduz que o assassino foi um dos soldados que estava lá, chamado Sugimoto, que se rende.Cap. 6
Após isso, Dazai é sequestrado por uma menina e Yosano leva o jovem Nakagima para ir às compras, mas, enquanto voltavam para casa de metrô, os dois são forçados a proteger as pessoas, pois um cientista da Máfia do Porto (chamado  Motojirō Kajii) e a sequestradora de Dazai (Kyoka) estavam atacando o metrô.  Atsushi salva a vida da garota e a leva para a agência. Cap. 7,8
Lá, Atsushi e Kunikida discutem se devem ajudá-la.Chegam a conclusão que devem ajudá-la. Nakagima a leva para um passeio, mas é atacado por Akutagawa que pega Kyoka e coloca Atsushi em um navio cargueiro. Cap. 9, 10Ao acorda, começa a batalhar com Akutagawa, e quando estava prestes a morrer, Kyoka ameaça Akutagawa com uma arma. Ele não se intimida e tenta matá-la. A menina aconselha a Nakagima a correr, pois Kunikida estava por perto em uma lancha. mas desiste de deixar Kyoka para trás e volta para salvá-la. Cap. 11. Os dois começam a lutar, e surpreendeentemente, o jovem homem-tigre consegue derrotar o inimigo. Ele desmaia e é levado nos braços por Kyoka. Ambos são levados do navio na lancha de Kunikida. Cap.12
No dia seguinte, Atsushi chega a gência e se depara com Kyoka usando uma roupa de empregada e Tanizaki diz que todos estavam impressionados, pois qualquer roupa servia nela. depois Atsushi e Kenji - um dos integrantes veteranos da agência - vão para uma missão. Ao coletar informações, eles foram abordados pelo amigo de Kenji, que pergunta ele se sabia alguma coisa sobre a explosão do carro. O homem responde que ouviu rumores de que há caras comprando fertilizantes de nitrogênio no beco. Os dois vão para o esconderijo de uma gang e Kenji pergunta a eles se estão envolvidos na explosão do carro, mas os membros da gangue respondem que não. Mais tarde, os dois são atacados pela gang, e Kenji revela seu poder: força sobre-humana. Cap. 13,14,15

### Arco da Guida[5][6][7][8][9][10]
O jovem Nakagima acorda no dormitório da agência e após ver Kyoka no quarto, pergunta a Dazai se ela vai ficar com ele. Dazai então diz a ele que metade do aluguel será pago por Kyoka e ela já concordou com isso, uma vez que eles estão fora dos quartos. Dazai então sussurra que é perigoso para Kyoka viver sozinha e que é o grande trabalho de Atsushi protegê-la. Atsushi então aceita a oferta. Kunikida então se aproxima de Dazai para perguntar a ele sobre a provação da Máfia do Porto . Dazai diz que quem está caçando o homem-tigre era um grupo americano chamado Guilda. Nesse momento Tanizaki diz que um helicóptero  pisou na rua perto do prédio perto da agência. No dia seguinte, é noticiado que um prédio da Máfia do Porto tinha sido destruído e Kenji tinha sumido. Naomi, Tanizaki e Atsushi vão procurar Kenji. No meio da rua, eles são transportados para uma outra dimensão, que fazia parte do poder de uma das integrantes da Guilda, chamada Lucy Maud Montgomery. Atsushi começa a lutar com Lucy, e no final, vence dela. Cap. 15,16
Atsushi e Kyoka vão entregar umas provas para um juiz,mas são barrados na entrada, pois tem o acesso negado, e preenchem formulários e aguardam a aprovação. A palavra nunca chegou ao juiz, então eles decidiram que precisavam fazer algo a respeito do guarda. Kyōka pergunta se para fazê-lo desaparecer a solução, ela então mostra a Atsushi o método ensinado a ela que é usar suas artimanhas femininas para atrair o alvo e aplicar a lâmina neles. Eles então viram o juiz entrar na premissa, mas eles foram perdidos. Kyōka então ensinou um plano e entrou na área restrita. Kyōka está tão ansiosa para se provar útil para a Agência que ela exagera e acidentalmente usa uma arma de choque contra o juiz. Depois disso, Atsushi a anima com um crepe e percebe que ela ainda tem seu celular, que embora tenha sido programado para parar de receber ligações da Máfia, ainda é uma coisa estranha de se manter. Kyōka diz a ele que o celular é precioso para ela. Quando Atsushi menciona o tópico de usar sua neve demoníaca para o bem, ela rejeita completamente essa ideia. Só então, o telefone toca de repente, e uma voz ordena a Demon Snow que mate Atsushi. Atsushi foi apunhalado nas costas. A voz era uma mulher chamada Kōyō Ozaki, uma executiva do Mafia do Porto com a habilidade Golden Demon que estava lá para levar Kyōka de volta. Atsushi tenta impedi-la, mas é ferido pela habilidade de Koyo, Golden Demon. Cap. 17
Ele continua sendo atacado pelo poder de Koyo, e depois presencia a luta de Koyo e Kyoka. Depois, Kenji, Kunikida e outros da agência e da Máfia chegam e começam a lutar. No meio da luta, Howard Phillips Lovecraft e John Steinbeck (integrantes da Guida), aparecem. Imediatamente depois, o resto da Guilda: Nathaniel Hawthorne, Margaret Mitchell, Herman Melville e Mark Twain caem do céu. A Máfia tenta lutar com eles, mas mesmo assim, são derrotados. Cap. 18
Atsushi acorda na enfermaria da agência, e é curado com o poder de Yosano, Não Morrerás. Atsushi e Dazai interrogam Koyo quando ela acorda, pois tinham levado-a para a enfermaria da agência. Kunikida estava telefonando para o presidente da agência quando o telefonema é interrompido, e Atsushi se preocupa com isso. Kunikida então diz a Atsushi para agarrar sua mão, Kunikida vira Atsushi em um instante e afirma que é o primeiro movimento marcial que ele aprendeu com ele e nunca uma vez, ele venceu afirmando que Fukuzawa não perderá para alguns assassinos. Fukuzawa decide dividir todos em equipes diferentes. Cap. 19
No Bankoudou Hall, os membros da agência estão monitorando as câmeras de segurança. Fukuzawa diz a eles que o local não tem entrada regular, para chegar até lá é preciso percorrer um túnel ferroviário abandonado. De repente, Chūya aparece na câmera e a câmera foi desligada. kenji e Yosano lutam com Chuya, que revela que  dois integrantes estão indo para a agência, e Fukuzawa manda Tanizaki e Kunikida resgatar Naomi e Haruno, que estavam na agência.Cap. 22
Atsushi e Dazai são designados para esperá-los na estação de trem. Dazai de repente fica com um mau pressentimento e pede licença a Atsushi, dizendo que teve dor de estômago por comer guloseimas para cães.  Atsushi é visto esperando por Haruno e Naomi chegarem do trem. Haruno e Naomi finalmente chegam e conversam com Atsushi. Haruno e Naomi apresentam uma jovem, chamada Q, que elas conheceram no trem. Q cantarola e Mostra seu braço cheio de navalhas e feridas para Atsushi e mostra a sua boneca, que começa a rir sozinha. Atsushi tenta proteger as duas moças, e a boneca se rasga ao meio. Estava assionado o poder de Controle Mental. Atsushi começa ter ilusões, e quase mata Naomi, se dazai não tivesse aparecido para avisar a Atsushi. Atsshi começa a chorar e a gritar, pois lembrou-se do diretor do orfanatoCap. 25. 
Atsushi vai visitar Koyo, e encontra a porta destrancada. Os dois conversam, e depois Atsushi vai ao encontro de Dazai. Mas, para sua surpresa, o líder da Guilda, Francis Scott Key Fitzgerald, aparece e tenta forçar o homem-tigre a ir com ele. Porém, Kyoka aparece e salva o Nakagima Cap. 26. Atsushi e Kyoka andam mais um pouco, mas são atacados novamente pela Guilda, e Atsushi é levado. Cap. 27
Fitzgerald revela a Atsushi que estava procurando por um certo livro selado em Yokohama, e Atsushi pode ser considerado como um guia para isso. Eles o capturaram no ar para evitar o envolvimento no próximo ataque terrestre à agência e à Máfia do Porto a usando a habilidade de Q. Fitzgerald  assiona o poder. Atsushi é levado para uma cela no avião da Guilda, o Moby Dick, mas convence a Lucy Montgomery a ajudá-lo a fugir. Cap. 28 atsushi, com dificuldade leva a boneca a dazai, que anula o poder Cap. 29 . Kunikida briga com dazai por causa de sua preguiça. Cap. 30
Atsushi e Tanizaki vão de helicoptero para o Moby Dick, e atsushi entra lá. Se encontra com Akutagawa e começam a lutar. Mas os dois precisaram unir-se para lutar contra Fitzgerald, que revela que seu poder era o O Grande FitzgeraldCap. 30,31,32,33,35,36. O arco termina com Kyoka entrando definitivamente na Agência de Detetives Armados Cap. 37.

### Retorno a Normalidade[12][13][14][15][16][17][18]
Atsushi e a agência precisam lidar com as consequ~encias do fim da guerra contra a Guilda. Cap. 38 à 45Uma nova organização criminosa chamada Ratos na Casa dos Mortos dá a conhecer a sua existência à Agência. Pouco se sabe sobre ele e seu suposto líder, Fyodor Dostoevsky, mas uma espiral descendente começa quando Yukichi Fukuzawa é atacado e fica gravemente doente. Ele e o líder da Máfia do Porto, Ōgai Mori, foram infectados com um vírus chamado Canibalismo. Depois de 48 horas, o vírus destruirá os órgãos internos do hospedeiro, a menos que um deles morra antes da eclosão do vírus, anulando a doença do outro. A Agência e a Máfia do Porto iniciam uma rixa de sangue para salvar seus respectivos líderes antes que morram. Cap. 46 à 53
Depois disso, eles precisam provar que eles são usuários de poderes bons. Cap. 54

## Personalidade
Por conta de seu passado, Nakajima é alguém que tem uma baixa autoestima, a ponto de às vezes o levar a ter dó de si mesmo. Isso o fez também tentar criar coragem para roubar alguém, apenas para não morrer, afinal, havia sido abandonado. Demonstrou ser uma pessoa medrosa quando anunciou aos detetives que estava sendo caçado pelo tigre e tinha medo de ser atacado pela fera, pois ela estava o perseguindo.

## Criação
Kafka Asagiri queria que Atsushi tivesse 24 anos, em vez de um jovem de 18 anos. Para dar uma ideia da capacidade do personagem de se transformar em um tigre branco, o artista Sango Harukawa o retratou com cabelos brancos e um cinto longo e pendente que lembra uma cauda. O ilustrador disse que seria fácil desenhar o personagem principal em branco em qualquer cenário. O personagem foi inspirado no escritor Atsushi Nakajima e sua história Sangetsuki de 1942 sobre um personagem que incontrolavelmente se transforma em um tigre.
As  características do personagem foram "herdadas" de seu homônimo da vida real: Nakajima conquistou de primeira a atenção de suas alunas quando foi professor de Ensino Médio em uma escola só para meninas; elas se sentiam compelidas a cuidar e se preocupar com seu tutor, já que ele parecia muito mais frágil do que alguém em sua posição deveria ser —  tanto autor quanto personagem despertavam um “instinto maternal” nas pessoas ao redor. Da mesma maneira, muitos dos personagens de Bungo Stray Dogs — especialmente na Agência de Detetives Armada — acaba se encontrando em uma posição quase parental ou de mentor com o recém-chegado usuário de habilidade. De certa forma, todos os membros precisaram passar pela prova de fogo de se aceitarem como ser humanos falhos, e aprenderem que suas fraquezas não os fazem menos dignos ou capazes. No universo canônico, o ambiente positivo de superação que Atsushi encontra na Agência impulsiona o garoto a encontrar em si aquilo que ele admira em seus colegas.

## Recepção
No site JBox,foi escrito que Atsushi Nakajima um protagonista novato em tal meio, servindo como um “guia” para os leitores das regras de tal universo.  já no site Anime News Network, Rebecca Silverman escreveu que Atsushi é charmoso quando ele protegeu Kyoka Izumi no início, e viu paralelos entre os dois personagens com base em seus passados traumáticos e descreveu o vínculo que eles têm quando interagindo como forte.
No site O Espectador Rabugento, foi dito que " Não gosto muito do protagonista da obra [...], mas, ainda não mostrou a que veio, e a prova disso começa com os secundários que são mais interessantes que ele, segundo, que ele não é tão ativo dentro das histórias, parece mais que as coisas acontecem em volta dele e ele, simplesmente, está ali, e isso incomoda também. "